# هاري فان بيرغن
هاري فـان بيرغن (بالإنجليزية: Harry Van Bergen)‏ هو متسابق يخت أمريكي، ولد في 15 أبريل 1871 في باريس في فرنسا، وتوفي في 31 ديسمبر 1963 في تشيلسي في المملكة المتحدة.

## وصلات خارجية
- هاري فـان بيرغن على موقع أوليمبيديا (الإنجليزية)